# 坂東三津五郎 (2代目)

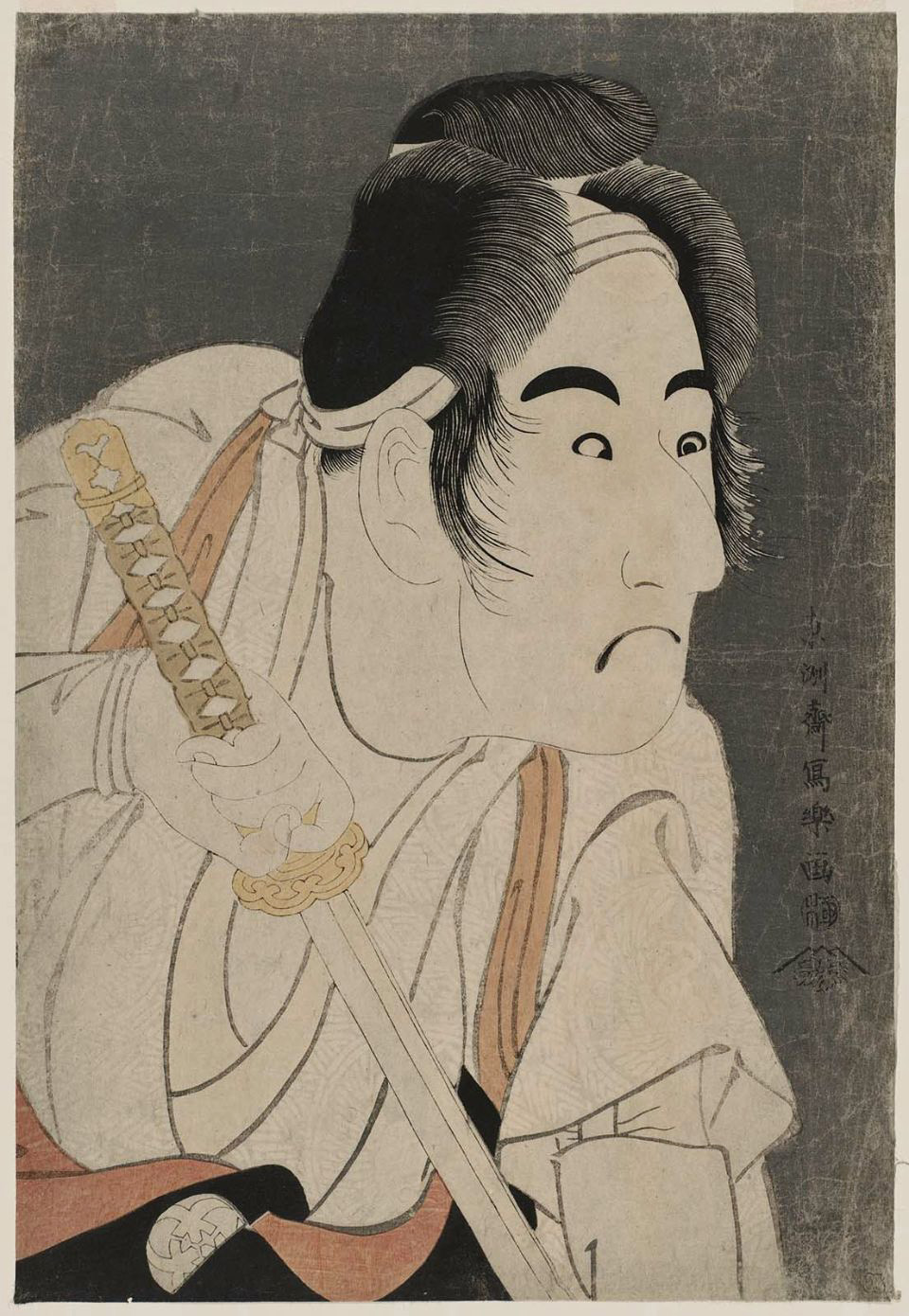
二代目坂東三津五郎（当時）の石井源蔵。寛政5年（1793年）5月、江戸都座の『花菖蒲文禄曽我』より。東洲斎写楽画。

二代目 坂東三津五郎（にだいめ ばんどう みつごろう、寛延3年〈1750年〉- 文政12年10月3日〈1829年10月30日〉）とは、江戸中期の歌舞伎役者。屋号は大和屋、俳名は里遊・是業・初朝・是葉。定紋は三つ大。のちに二代目 荻野伊三郎（にだいめ おぎの いさぶろう）を名乗る。

## 来歴
上方の生まれで、初め初代尾上紋太郎の門下で尾上藤蔵と名乗り、京都四条の大芝居で子役として評判を得、宮地芝居や子供芝居で立者となる。その後初代尾上紋三郎を襲名。
天明元年（1781年）江戸に下り、初代坂東三津五郎の門人となるが、翌年に師が死去、その一子初代坂東巳之助に三津五郎襲名の話がもちあがったが、何ぶんまだ幼年だったことから、紋三郎が中継ぎとして天明5年に二代目三津五郎を襲名した。寛政11年（1799年）に巳之助改メ初代坂東蓑助に「三津五郎」の名跡を返上してこれを三代目とすると、自らは二代目荻野伊三郎を襲名。ここから本当の活躍がはじまり、和事、実事、所作事いずれをもこなす大看板となる。享和3年（1803年）には河原崎座で初の座頭を勤めたが、文政9年（1826年）9月以降の番付にはその名が見えなくなる。享年80。当時においては長命の数え80の大往生だった。
主な当たり役は『義経千本桜』の狐忠信、『菅原伝授手習鑑』の判官代輝国など。子に三代目荻野伊三郎がいる。